# Santa María de Fe
Santa María de Fe es una ciudad paraguaya del departamento de Misiones, localizada a unos 15 km de la ciudad de San Ignacio.

## Historia
Fue fundada en 1647, como -Nuestra Señora del Taré-, por el Padre Emmanuel Berthot en tierras de Caaguazú. El acoso bélico de los bandeirantes portugueses hizo que se trasladara al sitio actual.
La iglesia original fue destruida en un incendio  en 1889. Felizmente, un buen número de imágenes se pudieron salvar y pueden ser admiradas en la actual iglesia y en el Museo instalado en una de las "Casas de Indios". Este museo alberga decenas de bellísimas imágenes barrocas, entre ellas el grupo de la Natividad, testimonio de su rico pasado cultural y religioso. Reúne obras con esculturas en maderas policromadas.
En 1787 nace en Santa María de Fe el Pbro. José Agustín Molas, uno de los sacerdotes católicos que participaron en la revolución por la independencia del Paraguay el 14 y 15 de mayo de 1811. Molas es recordado como parte del grupo de héroes de la gesta libertadora.
En Santa María vivió confinado el sabio francés Amado Aimé Bonpland. Éste, en medio de sus investigaciones, llegó al Paraguay donde fue apresado por el Dr. Gaspar Rodríguez de Francia. En Santa María desarrolló una importante labor, enseñando técnicas para producir dulces y licores. De la población local aprendió las propiedades curativas de numerosas plantas. Se unió con María, hija de un cacique, con quien tuvo dos hijos. Cuando más feliz se encontraba en esta "prisión", el dictador Francia lo expulsó de Paraguay, prohibiéndole llevar a su mujer e hijos. Muchos próceres americanos y científicos europeos, entre ellos Humboldt, abogaron por su libertad.

## Geografía
El distrito de Santa María de Fe está asentado en la región Oriental del Paraguay.
Ubicada a 253 km al sur de Asunción, se llega a Santa María de Fe, por un desvío de la Ruta I “Mcal. Francisco Solano López”, entre los distritos de San Ignacio y Santa Rosa.

### Clima
En verano, la temperatura máxima es de 39 °C; en invierno la mínima generalmente es de 0 °C. La media anual es de 21 °C.

## Economía
Santa María cuenta con varios talleres de artesanía, además de la fabricación de dulces caseros. La artesanía en tapices es muy apreciada por los turistas.
En cuanto a la agricultura, producen especialmente arroz y caña dulce; el ingenio Hibernia, a la entrada de la ciudad, usa la caña para producir azúcar orgánica.

## Cultura
Existen varias reliquias jesuíticas de la riqueza cultural de la ciudad de Santa María:
- El Ykua Teja, un aljibe que en época jesuítica proveía agua a los pobladores.
- La iglesia restaurada que posee tallas e imágenes
- El Museo que cuenta con piezas restauradas con los mismos materiales que habían utilizado los jesuitas; piezas de incalculable valor, donde se pueden apreciar la evolución en los diferentes niveles alcanzados en los talleres.
- En la Plaza Central, frente al museo viven 9 monos carayás que son las mascotas del pueblo, alimentados y cuidados por la comunidad.
- Los turistas, visitantes y peregrinos que llegan suelen alojarse en el Santa María Hotel, cuyos beneficios van a los pobres de la zona. Especialmente, se ayuda a los buenos alumnos con becas de estudio para la Universidad, y viajes de mejora del idioma inglés. El hotel es dirigido por la escritora Margaret Hebblethwaite y los becados ya graduados.
- El Kurusu Cerro que fue encontrado en las épocas de las reducciones por los indios, en donde se construyó una capilla en la cima del cerro, desde entonces es visitado por miles de personas, principalmente en cada Viernes Santo y tiene una altura aproximada de 2000 metros.
- También pueden visitar la granja de la familia Espinoza, denominada Granja 5 de Mayo y ubicada en la compañía Tava, distrito de Santa María de Fe Misiones. a unos 5 kilómetros aproximadamente, donde encontrarán la hermosa cascada de agua, más conocido como Chorro, y el arroyo antiguo Paso Joha.